# 艾哈邁德·額敏·亞爾曼
艾哈邁德·額敏·亞爾曼（土耳其語：Ahmet Emin Yalman，1888年5月14日—1972年12月19日）是一名土耳其記者、作家和教授。他是一位自由主義者，反對納粹意識形態在他的家鄉傳播。

## 早年生活和教育
亞爾曼於1888年出生在塞薩洛尼基的一個東馬派家庭，塞薩洛尼基當時是鄂圖曼帝國的一部分。他的早期教育是多樣化的，他在塞薩洛尼基上過幾所學校，其中有一所受到安息日派影響的小學，然後是軍事中學，他的父親奧斯曼·特夫維克·貝伊（Osman Tefviq Bey）是該校的書法老師。在亞爾曼與老師發生爭執之後，他的父親決定讓他進入塞薩洛尼基的德國學校就讀。1903年，由於父親受雇於君士坦丁堡（今伊斯坦堡）的鄂圖曼新聞局，他進入貝伊奧盧的德國學校學習德語和英語。畢業後，亞爾曼開始為《晨報》和鄂圖曼政府擔任翻譯。他也曾嘗試在伊斯坦堡大學學習法律，但未能完成學業。1911年起，亞爾曼在哥倫比亞大學攻讀政治科學，並於1914年取得博士學位。

## 職業生涯
亞爾曼回到伊斯坦堡後，與齊亞·格卡爾普一起在伊斯坦堡大學工作，並擔任《共鳴》報社的記者。他為共鳴報從德意志帝國參與的各個戰線報導第一次世界大戰。回到伊斯坦堡後，他於1917年10月成立了報紙《Vakit》。
1919年，由於反對達馬德·費里特帕夏政府，亞爾曼被蘇丹穆罕默德六世下令流放到庫塔雅三個月 。1920年，他再次被流放，這次是作為鄂圖曼聯合進步委員會的支持者被英國佔領軍隊流放。亞爾曼於1921年獲釋，並加入穆斯塔法·凱末爾·阿塔圖克週圍的安卡拉政府軍。阿塔圖克派他到土耳其獨立戰爭的幾個戰場進行採訪。1923年，他創辦了報紙《祖國》。之後，他成為凱末爾政府的激烈批判者，尤其是在謝赫·薩伊德叛亂期間要求實施法律以恢復秩序的總理伊斯麥特·伊諾努。由於他的反對，亞爾曼不得不在獨立法庭接受審判，直到1936年才被禁止從事新聞活動。在此期間，他涉足商界，並成為多家美國公司的代表。當他被允許恢復新聞活動時，他在《黎明》報社工作。
1940年，亞爾曼得以重新出版《祖國》。1952年，一名民族主義學生企圖謀殺他，但攻擊失敗，該學生被判入獄20年。在门德列斯時代末期，他被關進監獄，被判處一年多的徒刑，但在1960年軍事政變後獲釋。1972年12月19日，他在伊斯坦堡逝世，享年84歲。

## 貢獻和榮譽
亞爾曼是具影響力的土耳其民族主義報紙《祖國》的創辦人，並擔任編輯多年。他也是1947年國際自由聯盟和1950年國際新聞協會的創辦人之一。
他出版了三本英文書、一本德文書和十多本土耳其文書，包括一本四卷本的自傳。
亞爾曼榮獲無數獎項，包括1961年國際報業出版聯合會頒發的自由新聞金筆獎以及英國記者協會頒發的金牌獎（The Gold Medal）。

## 外部連結
- Google inauthor search for Ahmet Emin Yalman
- 维基共享资源上的相關多媒體資源：艾哈邁德·額敏·亞爾曼